# Anders Wijkström
Anders Wijkström, född 22 januari 1726 i Döderhultsvik, död 15 juni 1763 i Kalmar, var en svensk matematiker, präst och astronom.
Anders Wijkström var son till handelsmannen Nils Wijkström, som tillsammans med sina syskon antog släktnamnet efter födelseorten Döderhultsvik och Elisabet Fornander. Efter skolgång i Kalmar blev Wijkström student vid Uppsala universitet 1743 och filosofie magister där 1752. Från 1753 var han lektor i matematik vid Kalmar gymnasium, och prästvigdes 1760 samt var därjämte från detta år innehavare av prebende. Han författade flera matematiska och astronomiska arbeten såsom magisteravhandlingen om planeten Venus gång omkring solen (1752), den länge använda läroboken Inledning till geometriebs utöfning... (1757, 6:e upplagan 1842), en avhandling om norrsken (1759) och Utkast till föreläsningar om globerna och werldens byggnad (1762). Wijkström utgav även en sockenbeskrivning över Ålem (Vetenskapsakademiens handlingar 1759) och en svensk översättning av Isaac Watts arbete om kristendomens invärtes vittnesbörd (1759), och han framträdde som poet bland annat med Visa om en ärlig man (1760).